# Christofer Eskilsson
Christofer Eskilsson, född 20 april 1989 i Husie, är en svensk simhoppare som tävlade i simhopp vid olympiska sommarspelen 2012, men tog sig inte vidare från kvalomgången.
Eskilsson utnämndes till Sveriges sexigaste manliga idrottare 2009 av tidningen ”OMG - Dramaqueen”.[källa behövs]